# 北海道札幌工業高等学校
北海道札幌工業高等学校（ほっかいどうさっぽろこうぎょうこうとうがっこう、英語: Hokkaido Sapporo Technical High School）は、北海道札幌市北区に所在する道立工業高等学校。札工の通称で呼ばれている。
北海道大学札幌キャンパスの北キャンパス地区に隣接する道立の研究所群の一角に所在する。

## 沿革
- 1916年（大正5年）10月4日 - 文部省告示第127号[注釈 1]により北海道庁立札幌工芸学校設立認可[1](札幌区山鼻町1079番地〈現・中央区南14条西12丁目1番1号〉[2])
- 1917年（大正6年） - 開校（採鉱科、機械科、木工科）[3]
- 1920年（大正9年） 北海道庁立札幌工業学校と改称、土木建築科を新設[4]
- 1924年（大正13年） - 土木建築科を土木科と建築科に分離、木工科を家具科に改称[5]
- 1937年（昭和12年） - 第2部採鉱科を新設[6]
- 1940年（昭和15年） - 第2本科機械科を新設、家具科を木材工芸科に改称[7]
- 1941年（昭和16年） - 第2本科土木科を新設[8]（札幌市立工業学校：夜間課程の機械科、電気科、土木建築科を新設し本校内に併置[9]）
- 1942年（昭和17年） - 第2部採鉱科の募集を停止[10]
- 1944年（昭和19年） - （札幌市立工業学校：工業化学科と航空機科を新設して土木建築科を建築科に変更[11]）
- 1946年（昭和21年） - 第2本科の募集を停止。（札幌市立工業学校：航空機科の募集を停止）[12]
- 1948年（昭和23年） - 学制改正により北海道立札幌工業高等学校に改称。（札幌市立工業学校：札幌市立工業高等学校に改称）[13]
- 1949年（昭和24年） - 電気科を新設[12]。札幌市から札幌市立工業高等学校の移管を受け[14]、本校定時制課程として4科を設置（機械科、電気科、建築科、工業化学科）[15]
- 1950年（昭和25年） - 商業科を新設し、北海道札幌伏見高等学校に改称[16]
- 1953年（昭和28年） - 工業化学科を新設。二代目校舎落成[17]
- 1954年（昭和29年） - 屋内運動場が第9回国民体育大会バドミントン競技会場となった。昭和天皇が競技視察のため行幸[18]。
- 1955年（昭和30年） - 商業科を札幌市に移管し北海道札幌創成商業高等学校（定時制）と統合（同校は同年北海道札幌啓北商業高等学校に改称）。札幌創成工業高等学校（定時制）を併合し現校名北海道札幌工業高等学校となる[19]
- 1956年（昭和31年） - 電気通信科を新設[20]
- 1963年（昭和38年） - 木材工芸科を工芸科に、電気通信科を電子科に改称[21]
- 1970年（昭和45年） - 採鉱科、工芸科、工業化学科、電子科の募集を停止し、全日制を現在の4科に再編[22]
- 1976年（昭和51年） - 現在地に三代目校舎が落成し、移転[23]
- 1984年（昭和59年） - 定時制の工業化学科を募集停止し、設備工業科を新設[15]
- 2009年（平成21年） - 定時制の設備工業科を募集停止
- 2016年（平成28年） - 現在地に二代目体育館が落成し、移行

## 部・局・同好会

### 部
- 空手部
- 柔道部
- 剣道部
- サッカー部
- 写真部
- 卓球部
- テニス部
- バスケットボール部
2015年にインターハイ初出場。
- バドミントン部
- バレーボール部
- 美術部
- ボクシング部
インターハイで2002年と2009年の2度優勝を果たしている。
- メカ技巧部
- 野球部
- 陸上部
- ワンダーフォーゲル部

### 同好会
- 土木研究同好会
高校生ものづくりコンテスト全国大会(測量部門)の常連

- 建築研究同好会(サーケン)
高校生ものづくりコンテスト全国大会(建築部門)の常連
- 現代文化研究同好会
- 鉄道研究同好会
- パソコン同好会
- ボーリング同好会
- 電気研究同好会

### 局
- 新聞局
- 吹奏楽局
- 図書局
- 放送局

### 生徒会
- 生徒会執行部

## 校歌と札工体操

### 校歌
作詞 庄司義治 加勢蔵太郎 / 作曲 石田春省
| 一 | 栄光の星をちりばむる 藻岩の峯を仰ぎつつ 希望の花の影映ゆる 豊河の流れふくみつつ 去華就実の旗風に 城とこもりぬ学びの舎 |
| 二 | 剣戟鞘にあるときも 文化の戦絶間なく 堅実の矛手に捧げ 重厚の盾かざしつつ 時よ来たれと呼ぶところ ここに健児の使命あり   |
| 三 | 誇は残る先人の 功績にかおる年代記 さはれ健児の意気高く 筋くろがねのこの腕 舞文栄は我説かじ 黄巻ついに何かせん         |
| 四 | ああ讃えずやわが園に 燃ゆる芝氈の若緑 見よや朝の太陽の光 我等の前途照らすなり 聞けや夕の水の音 我等の行手祝うなり     |

創立10周年記念(大正13年)に際して、在校生より詞を募集したもので、当時の土木科三年生だった庄司義治の作詞に加勢蔵太郎が校閲を施し、元海軍々楽隊関係の在札者だった石田春省が曲を付けたものである。普段は1、4番のみの斉唱となっている。

### 札工体操
創立50周年記念（1966年・昭和41年）に際して、校歌を基に札工体操を制定。体育科の課題として習得する。この課題に合格出来ない者は評価1、つまり留年となる。また、運動過程に倒立があるので難易度は高いものとなっている。
1. 側開屈膝,肘前上振
2. 肘側上伸,脚側出
3. 胸反前屈,臂斜上挙
4. 開脚側屈,臂側回旋
5. 前後屈,前後開旋
6. 脚後挙,臂立伏臥
7. 上挙前下屈,臂前側振
8. 脚後挙,臂後側開
9. 後倒斜前倒,臂斜上体
10. 開閉跳,臂側上振
11. 側振（転）,前上振前倒
12. 斜前下屈,臂回旋
13. 補助倒立,対向
14. 大跳躍,臂側斜上
15. 脚前挙,臂斜上振
16. 深呼吸,臂前上側

以上が運動工程となる。

## 著名な出身者
- アユニ・D （歌手・元BiSHメンバー） - 中退
- 荒野拓馬 （サッカー選手・北海道コンサドーレ札幌、ウィザス高校へ転校）
- 石水勲 （石屋製菓前社長）
- 井上和雄 （時計職人、父・井上清とともに長年札幌時計台の保存・整備に務める）
- 岩本恭生（ものまねタレント）
- 上林愛貴 （プロレスラー、リングネーム「ミス・モンゴル」）
- 金沢和良 （プロボクサー・元OPBF東洋バンタム級王座）
- 菊地日出男（画家、写真家、元会社経営者）
- 澤田京介 （プロボクサー）
- 進藤益男 （原子力工学者・元東京工業大学教授）
- 戸田一夫 （元北海道電力社長、北海道経済連合会会長）
- 中村曻 （家具デザイナー）
- 西田信一 （政治家、元参議院議員・元国務大臣（北海道開発庁長官兼科学技術庁長官兼札幌オリンピック担当大臣兼原子力委員長兼宇宙開発委員長）
- 西島隆弘 （歌手 - AAA） - 通信制高校に転校
- 能登節雄 （映画プロデューサー・元近代映画協会取締役）
- 平田満 （作詞家、作曲家、歌手）
- 本間篤史 （車いすカーリング・車いすラグビー選手、元フリースタイルスキー・モーグル選手）
- 三島来夢 （元プロレスラー）